# Portex

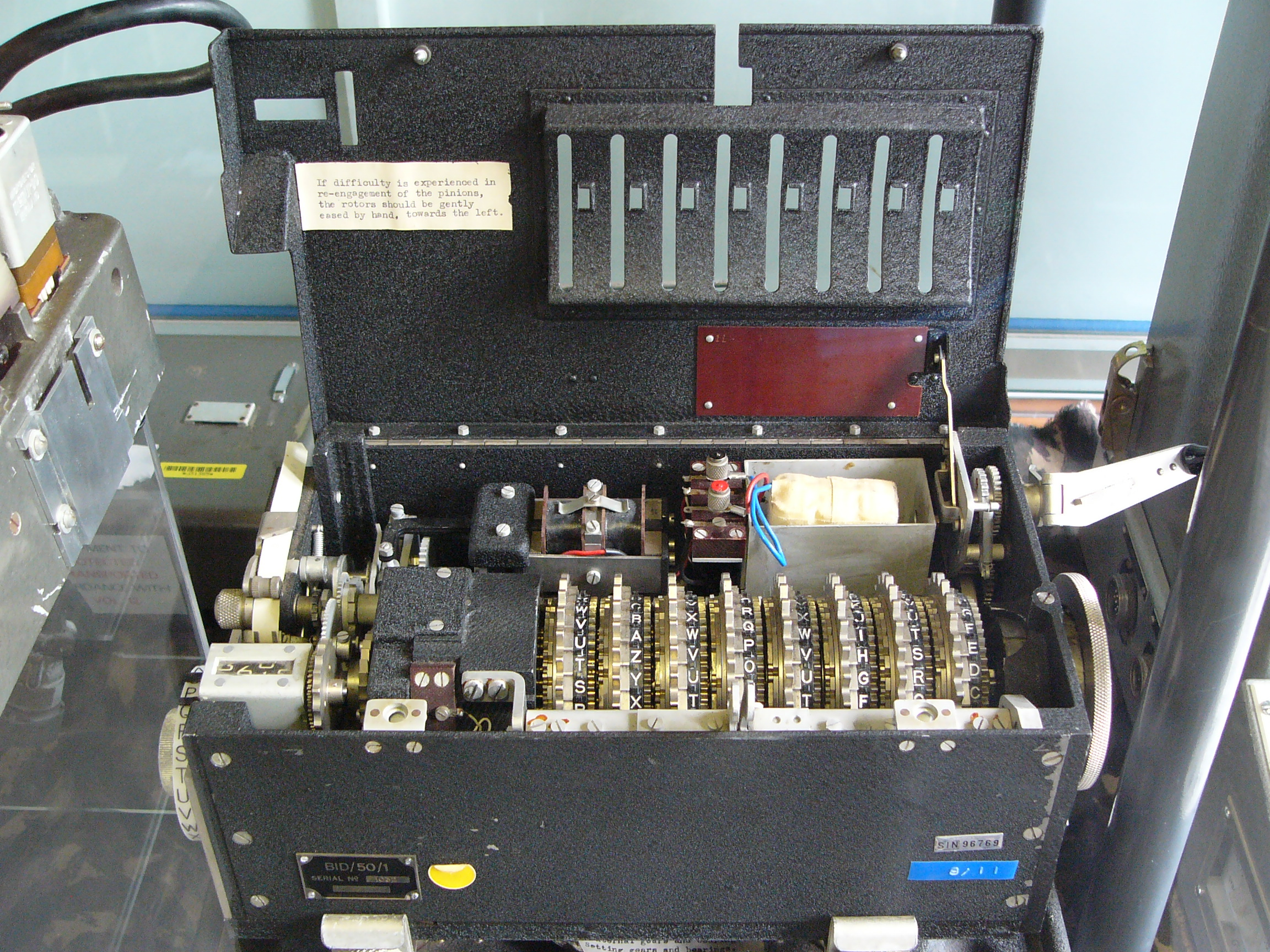
Eine Portex (mit geöffnetem Deckel) während einer Ausstellung in Bletchley Park (2005). Gut zu erkennen sind die acht nebeneinander angeordneten Rotoren.

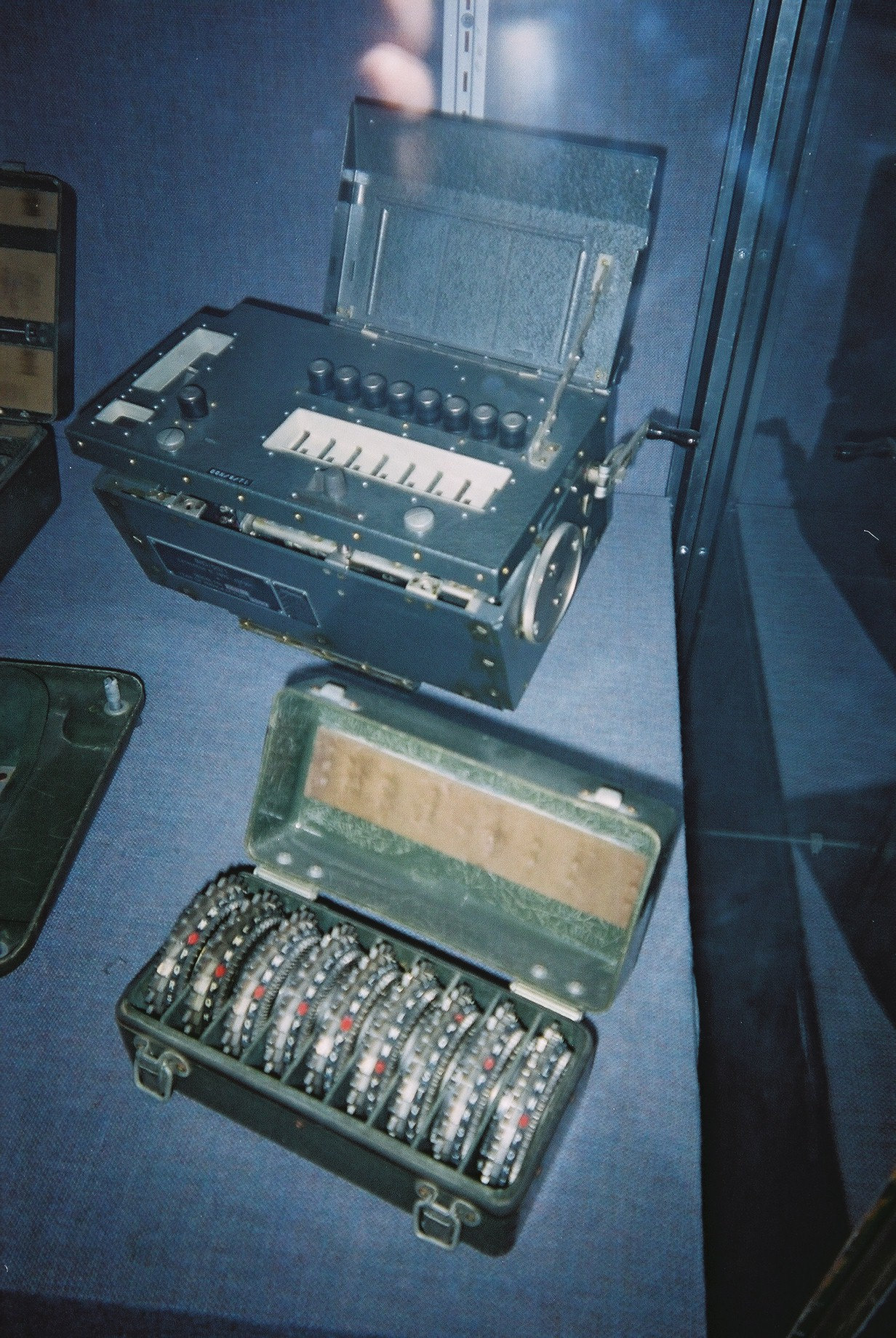
Portex (hinten) mit zusätzlichem Walzenkasten im Royal Signals Museum (2005)

Die Portex (auch: BID/50/1) war eine britische Rotor-Chiffriermaschine, die zwischen 1945 und 1955, also während der Frühzeit des Kalten Krieges, vom britischen Secret Service verwendet wurde. Die kanadische Armee setzte sie noch zu Beginn der 1960er-Jahre ein.

## Prinzip und Aufbau
Das Prinzip der Portex ist ähnlich der im Zweiten Weltkrieg von der deutschen Wehrmacht eingesetzten Enigma. Sie ist jedoch deutlich fortschrittlicher und verwendet im Gegensatz zu den nur drei oder vier Walzen der deutschen Maschine acht nebeneinander angeordnete Rotoren. Dadurch ergibt sich eine wesentlich höhere kombinatorische Komplexität und eine erheblich verbesserte kryptographische Sicherheit. Außerdem verwendet die Portex eine unregelmäßige Fortschaltung der Rotoren und vermeidet so eine bedeutende kryptographische Schwäche der Enigma.

## Exponate
Es sind nur wenige erhaltene Exemplare der Portex-Chiffriermaschine bekannt. Ein Exponat ist im Royal Signals Museum in Blandford Camp bei Blandford Forum in der englischen Grafschaft Dorset ausgestellt. Neben der Chiffriermaschine ist ein Kasten mit neun einzelnen Portex-Rotoren zu sehen.